# Церква Святої Маргарити (Лондон)
51°30′00″ пн. ш. 0°07′37″ зх. д. / 51.50000° пн. ш. 0.12694° зх. д.
Церква Святої Маргарити у Вестмінстері (St Margaret's, Westminster) — пізньоготична церква на території Вестмінстерського абатства, що виходить фасадом на Парламентську площу. Разом з Вестмінстерським палацом і абатством входить до Всесвітньої спадщини.

## Історія
Історія церкви починається в XII столітті, коли бенедиктинці побудували в Лондоні першу церкву в ім'я Маргарити Антіохійської. Вона була збудована заново при перших Тюдорах (в 1486–1523 рр.), А в XVII ст. за наполяганням пуритан стала парафіяльною для членів Британського парламенту. У 1730-ті рр. храм був облицьований світлим портлендським вапняком, одна з башт піддалася перебудові. У XIX столітті до церкви прибудували притвори, був абсолютно оновлений її інтер'єр.
У церкві св. Маргарити поховані Вільям Кекстон і Волтер Релі, про що нагадують фігурні вітражі з їх зображеннями. Тут за традицією вінчалися багато поколінь англійської аристократії, і в їх числі Вінстон Черчилль. Популярним є церковний орган.